# I Want You (album)
I Want You  studijski je album američkog soul vokala Marvina Gayea, koji izlazi u ožujku 1976.g.
Album se snimao tijekom 1975. i 1976. godine u studiju 'Motown Recordinga', poznat kao i 'Hitsville West' i u osobnom Gayevom studiju 'Marvin's Room', koji se nalazi u Los Angelesu, Kalifornija. Album su kritičari često bili navodili kao erotski, na kojemu se nalaze Gayeve lirikom opisane intimne seksualne teme i egzotična produkcija koju je napravio producent Leon Ware. Na omotu albuma nalazi se poznata slika Erniea Barnesa iz 1971. godine, koja se zove 'The Sugar Shack'.
I Want You prvi je Gayev studijski zabilježen materijal, nakon 1973. godine i njegovog vrlo uspješnog izdanja Let's Get It On]. Iako su karakteristike albuma Gayeva promjena u glazbenom smjeru, ostavljajući njegov zaštitni znak soula, funkya i disco soula za Motown, ipak zadržava romantične teme koje je snimao na prethodnim albumima. Nakon početnih mješovitih kritika kada je album objavljen, kasnije su ga mnogi prihvatili kao jedan od Gayevih kontraverznih i utjecajnih albuma, a imao je utjecaja i na razvoj suvremenog R&B-a.

## Popis pjesama

### Originalno LP izdanje
Sve skladbe napisao je Leon Ware, Marvin Gaye i Arthur Ross, osim gdje je drugacije nazančeno.

#### Strana prva
1. "I Want You (Vokal)" (Leon Ware, Arthur "T-Boy" Ross – 4:35
2. "Come Live with Me Angel" (Hillard, Ware) – 6:28
3. "After the Dance (Instrumental)" – 4:21
4. "Feel All My Love Inside" – 3:23
5. "I Wanna Be Where You Are" (Ware, Ross) – 1:17

#### Strana druga
1. "I Want You (Intro Jam)" (Ware, Ross) – 0:20
2. "All the Way Round" (Ware, Ross) – 3:50
3. "Since I Had You" – 4:05
4. "Soon I'll Be Loving You Again" – 3:14
5. "I Want You (Jam)" (Ware, Ross) – 1:41
6. "After the Dance (Vokal)" – 4:40

### Posebno izdanje
29. srpnja 2003. godine I Want You Motown nanovo objavljuje na dvostrukom CD-u i u proširenom izdanju. Od originalnog izdanja razlikuje se po 24 bitnom remastering i prethodno neobjavljenim snimkama. Uz album ide i knjižica u kojoj se nalazi originalni LP-i, razne zabilješke Marvina Gayea kao i sveobuhvatni eseji od pisaca, uključujući i Davida Ritza.
| 1. "I Want You (Vokal) – 4:36 2. "Come Live With Me Angel – 6:30 3. "After the Dance (Instrumental)" – 4:25 4. "Feel All My Love Inside" – 3:23 5. "I Wanna Be Where You Are" – 1:17 6. "I Want You (Intro Jam)" – 0:19 7. "All the Way Around" – 3:50 8. "Since I Had You" – 4:05 9. "Soon I'll Be Loving You Again" – 3:13 10. "I Want You (Intro Jam) Ross, Ware" – 1:40 11. "After the Dance (Vocal)" – 4:42 12. "I Want You (Vocal) (Promotivna verzija)" – 3:38 13. "I Want You (Instrumental)" – 4:39 14. "Strange Love (Feel All My Love Inside) (Instrumental)" – 2:57 | 1. "I Want You (Vokal & Rhythm)" – 5:05 2. "Come Live With Me Angel (Alternativna verzija)" – 7:37 3. "After the Dance (Instrumental)" – 5:33 4. "Feel All My Love Inside (Alternativna verzija)" – 3:52 5. "I Wanna Be Where You Are (Alternativna verzija)" – 6:07 6. "I Want You (Guitar Jam)" – 0:29 7. "All the Way Around (Alternativna verzija)" – 3:52 8. "Since I Had You (Alternativna verzija)" – 4:16 9. "Soon I'll Be Loving You Again (Alternativna verzija)" – 4:30 10. "I Want You (Jam)" – 4:52 11. "After the Dance (Vokal) (Alternativna verzija)" – 5:14 12. "I Wanna Be Where You Are (After the Dance)" – 4:01 13. "You Are the Way You Are (Instrumental)" – 4:26 14. "Is Anybody Thinking About Their Living?" – 4:23 |

## Top ljestvica

### Albumi
| Naziv      | Informacije                                                    |
| ---------- | -------------------------------------------------------------- |
| I Want You | - SAD Billboard 200 pop albumi (1976.) #4 - SAD Soul albumi #1 |

### Singlovi
| Naziv                | Informacije |
| -------------------- | --- |
| "I Want You (Vokal)" | - Tamla singl 54264F, 1976. - B-strana: "I Want You (Instrumental)" - SAD Billboard Hot 100 oop singlova #15 - SAD Soul singlovi #1               |
| "After the Dance"    | - Tamla singl LTD-38, 1976. - B-strana: "After the Dance (Instrumental)" - SAD Pop singlovi #74 - SAD Soul singlovi #14 - SAD Hot Dance/Disco #10 |
| "Since I Had You"    | - Tamla singl LTD-39, 1976. - B-strana: "Soon I'll Be Loving You Again" - Nije na top ljestvici                                                   |

## Izvođači
- Marvin Gaye - Vokla
- Chuck Rainey, Henry Davis, Ron Brown, Wilton Felder - Bas gitara
- Bobby Hall Porter, Eddie "Bongo" Brown - Bongosi i konge
- James Gadson - Bubnjevi
- Jerry Peters, John Barnes, Sonny Burke - Električni pianino
- David T. Walker, Dennis Coffey, Jay Graydon, Melvin "Wah Wah" Watson, Ray Parker, Jr. - gitare
- Gary Coleman, Jack Arnold - Udaraljke

### Produkcija
- Producent - Leon Ware, Marvin Gaye, Arthur "T-Boy" Ross (ko-producent na skladbama: A1, A3, B1, B2, B4-B6)
- Izvršni producent - Berry Gordy, Marvin Gaye
- Projekcija - Fred Ross, Art Stewart
- Aranžman (žičani instrumenti, trube) - Coleridge-Taylor Perkinson
- Dizajn - Ernie Barnes, Frank Mulvey

## Izvedbe drugih glazbenika
- "I Want You"
  - "I Want You" Madonna s kompilacijskog albuma Something to Remember
  - "I Want You" Diana Ross s albuma I Love You
  - "I Want You" Robert Palmer s albuma Don't Explain
  - "I Want You" Toni Pearen s albuma Intimate
- "Come Live with Me Angel"
  - "Wanna Get to Know You" G-Unit s albuma Beg for Mercy
- "After the Dance"
  - "After the Dance" El DeBarge s albuma In the Storm
  - "With Me" De La Soul s albuma Art Official Intelligence: Mosaic Thump
  - "Play on Playa" Nas s albuma Hip Hop Is Dead
  - "Steady Mobbin'" Ice Cube s albuma Death Certificate
- "Since I Had You"
  - "Otha Fish" The Pharcyde s albuma Bizarre Ride II the Pharcyde
- "Soon I'll Be Loving You Again"
  - "American Dreamin'" Jay Z s albuma American Gangster

## Vanjske poveznice
- Discogs.com - Marvin Gaye - I Want You
- I Want You album Tekstovi i audio isječci na MTV.com  Arhivirana inačica izvorne stranice od 29. lipnja 2013. (Wayback Machine)